# Saison 2009-2010 du SCO d'Angers
Maillots
Chronologie
Saison précédente Saison suivante
La saison 2009-2010 du SCO Angers voit le club évoluer en championnat de France de football de Ligue 2.

## Informations
- Le club dispute cette saison le championnat de Ligue 2, la coupe de France ainsi que la Coupe de la Ligue.
- Le budget annoncé par le club est de 8,8 millions d'euros.
- Cette saison célèbre les 90 ans du club. Un maillot spécial et des animations sont prévues.
- Arrivée à l'été 2009 de l'ancien DTN Jacques Thibault, dans l'optique de la mise en place d'un centre de formation[1].

## Événements marquants de la saison
- Le 11 juin, Willy Bernard envoie, dans la presse, un ultimatum à la mairie disant que s'il ne recevait pas d'avis favorable à la construction d'un nouveau stade, il se retirerait de la présidence du club[2]. Cependant la mairie reste sur ses positions et souhaite toujours rénover le stade sur place[3].
- Une nouvelle réunion le 15 juillet a permis aux deux parties de relancer la discussion. Une nouvelle réunion devait avoir lieu le 15 septembre et la décision finale y aurait été annoncée par la mairie.
- Au lieu de cela, le 12 septembre, Jean-Claude Antonini annonce dans le Courrier de l'Ouest qu'il ne fera pas construire de nouveau stade. De cette décision pourrait donc résulter le départ de l'équipe dirigeante actuelle du SCO[4].

## Transferts

### Été
| Nom                   | Nationalité   | Transfert          | Provenance/Destination | Division |
| Arrivées              |               |                    |                        |          |
| Anthony Ouasfane      | France        | Libre              | Toulouse FC B          | CFA 2    |
| Thomas Mienniel       | France        | Libre              | Clermont Foot          | Ligue 2  |
| Gaëtan Charbonnier    | France        | Libre              | PSG B                  | CFA      |
| Youssef Adnane,       | France        | Transfert          | SM Caen                | Ligue 2  |
| Norio Suzuki          | Japon         | Transfert          | Vissel Kobe            | J-League |
| Sébastien Renouard    | France        | Transfert          | FC Metz                | Ligue 2  |
| Anthony Modeste       | France        | Prêt               | OGC Nice               | Ligue 2  |
| Kevin Olimpa          | France        | Prêt               | Girondins de Bordeaux  | Ligue 1  |
| Prince Oniangue       | France        | Prêt               | Stade rennais FC       | Ligue 1  |
| Yoann Tribeau         | France        | Retour de prêt     | Calais RUFC            | CFA      |
| Départs               |               |                    |                        |          |
| Blaise Kouassi        | Côte d'Ivoire | Retraite           |                        |          |
| Fabrice Do Marcolino  | Gabon         | Libéré par le club | Stade lavallois        | Ligue 2  |
| Jean-François Rivière | France        | Libéré par le club | AC Ajaccio             | Ligue 2  |
| Paul Alo'o Efoulou    | Cameroun      | Retour de prêt     | AS Nancy-Lorraine      | Ligue 1  |
| Floyd Ayité           | Togo          | Retour de prêt     | Girondins de Bordeaux  | Ligue 1  |
| Maxime Josse          | France        | Retour de prêt     | FC Sochaux             | Ligue 1  |
| Vinícius Reche        | Brésil        | Retour de prêt     | CR Vasco de Gama       | Serie B  |
| Délis Ahou            | France        | Libre              |                        |          |
| Nicolas Cousin        | France        | Libre              | US Créteil             | National |
| Issa Kanouté          | France        | Libre              |                        |          |
| Ted Lavie             | France        | Libre              | AS Cannes              | National |

## Rencontres

### Ligue 2
| Date         | No. | Adversaire       | Lieu | Résultat | Buteurs pour le SCO                     | Place | Affluence |
| 7 août       | 1   | Dijon FCO        | Dom. | 3 - 0    | Diers 57e, Modeste 62e, Brunel 76e      | 8e    | 6361      |
| 14 août      | 2   | EA Guingamp      | Ext. | 0 - 0    |                                         | 7e    | 10423     |
| 18 août      | 3   | LB Châteauroux   | Dom. | 0 - 3    |                                         | 12e   | 8315      |
| 21 août      | 4   | Le Havre AC      | Ext. | 3 - 2    | Brunel 28e, Modeste 35e                 | 16e   | 7411      |
| 29 août      | 5   | AC Ajaccio       | Dom. | 2 - 1    | Modeste 42e 57e                         | 10e   | 5600      |
| 11 septembre | 6   | AC Arles-Avignon | Ext. | 1 - 1    | Stéphan 43e                             | 12e   | 3082      |
| 18 septembre | 7   | CS Sedan         | Dom. | 1 - 1    | Oniangué 13e                            | 13e   | 5577      |
| 25 septembre | 8   | Clermont FA      | Ext. | 3 - 2    | Modeste 67e 76e                         | 15e   | 4096      |
| 2 octobre    | 9   | RC Strasbourg    | Dom. | 0 - 0    |                                         | 15e   | 6585      |
| 16 octobre   | 10  | FC Istres        | Dom. | 1 - 0    | Adnane 24e                              | 12e   | 5916      |
| 23 octobre   | 11  | SM Caen          | Ext. | 2 - 1    | Modeste 30e                             | 13e   | 12512     |
| 27 octobre   | 12  | Stade brestois   | Dom. | 1 - 2    | Ecuele Manga 50e                        | 15e   | 6210      |
| 30 octobre   | 13  | Vannes OC        | Ext. | 1 - 0    |                                         | 17e   | 3837      |
| 6 novembre   | 14  | SC Bastia        | Dom. | 2 - 0    | Modeste 18e 74e                         | 15e   | 6284      |
| 27 novembre  | 15  | Tours FC         | Ext. | 2 - 0    |                                         | 16e   | 5528      |
| 1 décembre   | 16  | Nîmes Olympique  | Dom. | 1 - 0    | Modeste 71e                             | 14e   | 4259      |
| 4 décembre   | 17  | Stade lavallois  | Ext. | 2 - 2    | Charbonnier 88e, Modeste 90e            | 14e   | 9203      |
| 9 février    | 18  | FC Metz          | Dom. | 0 - 1    |                                         | 17e   | 5101      |
| 22 décembre  | 19  | FC Nantes        | Ext. | 1 - 2    | Modeste 19e 57e                         | 13e   | 22874     |
| 16 janvier   | 20  | EA Guingamp      | Dom. | 1 - 0    | Fall 52e                                | 12e   | 4866      |
| 19 janvier   | 21  | LB Châteauroux   | Ext. | 2 - 0    |                                         | 12e   | 6467      |
| 29 janvier   | 22  | Le Havre AC      | Dom. | 0 - 0    |                                         | 12e   | 4462      |
| 5 février    | 23  | AC Ajaccio       | Ext. | 0 - 2    | Diers 2e, Brunel 37e                    | 11e   | 1950      |
| 12 février   | 24  | AC Arles-Avignon | Dom. | 3 - 1    | Charbonnier 1re, Diers 35e, Modeste 90e | 9e    | 4604      |
| 19 février   | 25  | CS Sedan         | Ext. | 2 - 2    | Modeste 20e 69e                         | 10e   | 7016      |
| 26 février   | 26  | Clermont FA      | Dom. | 2 - 1    | Fabre 44e (csc), Modeste 70e            | 7e    | 5016      |
| 5 mars       | 27  | RC Strasbourg    | Ext. | 1 - 2    | Ecuele Manga 51e 82e                    | 5e    | 10352     |
| 12 mars      | 28  | FC Istres        | Ext. | 1 - 1    | Modeste 8e                              | 6e    | 2169      |
| 22 mars      | 29  | SM Caen          | Dom. | 2 - 2    | Mienniel 70e, Keserü 85e                | 6e    | 7625      |
| 26 mars      | 30  | Stade brestois   | Ext. | 2 - 0    |                                         | 7e    | 8233      |
| 2 avril      | 31  | Vannes OC        | Dom. | 2 - 0    | Keserü 61e, Couturier 67e               | 6e    | 7457      |
| 9 avril      | 32  | SC Bastia        | Ext. | 3 - 1    | Keserü 27e                              | 6e    | 4514      |
| 16 avril     | 33  | Tours FC         | Dom. | 0 - 1    |                                         | 8e    | 8509      |
| 23 avril     | 34  | Nîmes Olympique  | Ext. | 0 - 1    | Renouard 90e                            | 6e    | 7611      |
| 30 avril     | 35  | Stade lavallois  | Dom. | 2 - 1    | Keserü 1re, Doré 70e                    | 5e    | 10061     |
| 3 mai        | 36  | FC Metz          | Ext. | 1 - 0    |                                         | 6e    | 8070      |
| 7 mai        | 37  | FC Nantes        | Dom. | 2 - 0    | Modeste 4e, Charbonnier 47e             | 6e    | 12422     |
| 14 mai       | 38  | Dijon FCO        | Ext. | 2 - 2    | Modeste 72e, Auriac 90e                 | 5e    | 7456      |

### Coupe de France
| Date        | Tour                       | Adversaire        | Lieu | Résultat | Buteurs pour le SCO                                 | Affluence |
| 21 novembre | 7e tour                    | Poissy (CFA 2)    | Dom. | 1 - 0    | Modeste 103e                                        | 1090      |
| 12 décembre | 8e tour                    | AS Excelsior (DH) | Dom. | 5 - 0    | Grondin 3e (csc), Charbonnier 6e 14e 83e, Deblé 63e | 1325      |
| 10 janvier  | Trente-deuxièmes de finale | AS Lattes (DH)    | Ext. | 0 - 1    | Oniangue 20e                                        |           |
| 23 janvier  | Seizièmes de finale        | US Quevilly (CFA) | Ext. | 1 - 0    |                                                     |           |

### Coupe de la Ligue
| Date   | Tour     | Adversaire           | Lieu | Résultat | Buteurs pour le SCO | Affluence |
| 1 août | 1er tour | Nîmes Olympique (L2) | Dom. | 0 - 1    |                     |           |

### Matchs amicaux
| Date       | Adversaire      | Lieu | Résultat | Buteurs pour le SCO         | Affluence |
| 14 juillet | Stade lavallois | Dom. | 2 - 1    | Modeste 36e, Ongoly 84e     |           |
| 18 juillet | Stade rennais   | Ext. | 2 - 0    |                             |           |
| 21 juillet | Le Mans FC      | Ext. | 2 - 0    |                             |           |
| 24 juillet | FC Rouen        | Dom. | 2 - 0    | Ongoly 38e, Charbonnier 75e |           |

### Buteurs
| Joueur             | Total | Ligue 2 | Coupe de France | Coupe de la Ligue |
| ------------------ | ----- | ------- | --------------- | ----------------- |
| Anthony Modeste    | 21    | 20      | 1               | 0                 |
| Gaëtan Charbonnier | 6     | 3       | 3               | 0                 |
| Claudiu Keserü     | 4     | 4       | 0               | 0                 |
| Charles Diers      | 3     | 3       | 0               | 0                 |
| Philippe Brunel    | 3     | 3       | 0               | 0                 |
| Bruno Ecuele Manga | 3     | 3       | 0               | 0                 |
| Prince Oniangué    | 2     | 1       | 1               | 0                 |
| Mickaël Stéphan    | 1     | 1       | 0               | 0                 |
| Youssef Adnane     | 1     | 1       | 0               | 0                 |
| Martin Fall        | 1     | 1       | 0               | 0                 |
| Thomas Mienniel    | 1     | 1       | 0               | 0                 |
| Malik Couturier    | 1     | 1       | 0               | 0                 |
| Olivier Auriac     | 1     | 1       | 0               | 0                 |
| Sébastien Renouard | 1     | 1       | 0               | 0                 |
| Férébory Doré      | 1     | 1       | 0               | 0                 |
| Serges Deblé       | 1     | 0       | 1               | 0                 |
| Total              | 51    | 45      | 6               | 0                 |